# Cath Maige Mucrama
Cath Maige Mucrama [kaθ maɣʴe 'mukrama] („Die Schlacht von Mag Mucrama“) ist der Name einer Erzählung aus dem Historischen Zyklus der Irischen Mythologie. Die Sage spielt im 3. Jahrhundert und ist im Lebor Laignech („Das Buch von Leinster“) überliefert.

## Inhalt
König Lugaid mac Con wird von seinem Ziehbruder Eogan, dem Sohn von Ailill Aulom, besiegt und muss deshalb nach Schottland fliehen. Dort stellt er mit Hilfe des schottischen Königs ein Heer auf und kämpft gegen Eogan und dessen Verbündeten Art mac Cuinn in der Schlacht von Mag Mucrama („Ebene des Schweinezählens“ in Connacht, heute County Galway). Vor der Schlacht zeugt Art mac Cuinn mit Eogans Tochter den zukünftigen Hochkönig Cormac mac Airt.
Eogan und Art fallen in der Schlacht und Lugaid herrscht von Tara aus über ganz Irland. Als er jedoch gegen das Gebot der „Gerechtigkeit des Herrschers“ (fír flathemon) verstößt – er fällt in einem Rechtsstreit ein ungerechtes Urteil zugunsten seiner Gattin – kommt Unheil in Form von Unfruchtbarkeit über Irland („...no grass came through the earth, nor leaf on tree, nor grain in corn.“). Deshalb wird Lugaid vom Volk zur Abdankung gezwungen und flüchtet zu seinem Ziehvater Ailill Aulom. Dieser ermordet ihn jedoch aus Rache für den Tod seines Sohnes Eogan.
In einer Nebenhandlung tötet der Dichter Amairgin mac Ecit Salaig das dreiköpfige Ungeheuer Ellén Trechend, das in der Höhle von Cruachain (Rathcroghan, County Roscommon) lebt und von dort aus ganz Irland verwüstet.